# Jean-Loup Waldspurger
Jean-Loup Waldspurger (* 1953) ist ein französischer Mathematiker, der sich mit Zahlentheorie und Modulformen beschäftigt.
Waldspurger studierte ab 1972 an der École normale supérieure und wurde 1980 bei Marie-France Vignéras promoviert. Er ist Forschungsdirektor beim CNRS am Institut de Mathématiques de Jussieu in Paris. Für seine Arbeiten zur p-adischen harmonischen Analyse und speziell zum Fundamentallemma (bewiesen von Ngô Bao Châu) und zur Transfer-Vermutung im Langlands-Programm erhielt er 2009 den Clay Research Award. Außerdem erhielt er die Silbermedaille der CNRS und 1996 den Prix Mergier-Bourdeix. 1994 war er Gastredner auf dem Internationalen Mathematikerkongress in Zürich (Comparaison d´integrales orbitales pour des groupes p-adiques) und 1983 in Warschau (Correspondances de Shimura) sowie 2014 in Seoul (Stabilization of the geometric side of the twisted trace formula). 2017 wurde er in die Académie des sciences gewählt.